# Emma Menicucci
Emma Menicucci (11 de mayo de 2002) es una deportista de Italia que compite en natación. Ganó dos medallas de bronce en el Campeonato Mundial Junior de Natación de 2019, en las pruebas de 4 × 100 m libre y 4 × 100 m libre mixto, y tres medallas en el Campeonato Europeo Junior de Natación, en los años 2018 y 2019.